# Список умерших в 1042 году

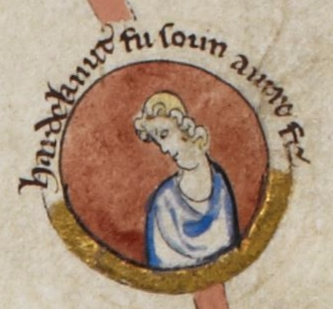
Хардекнуд

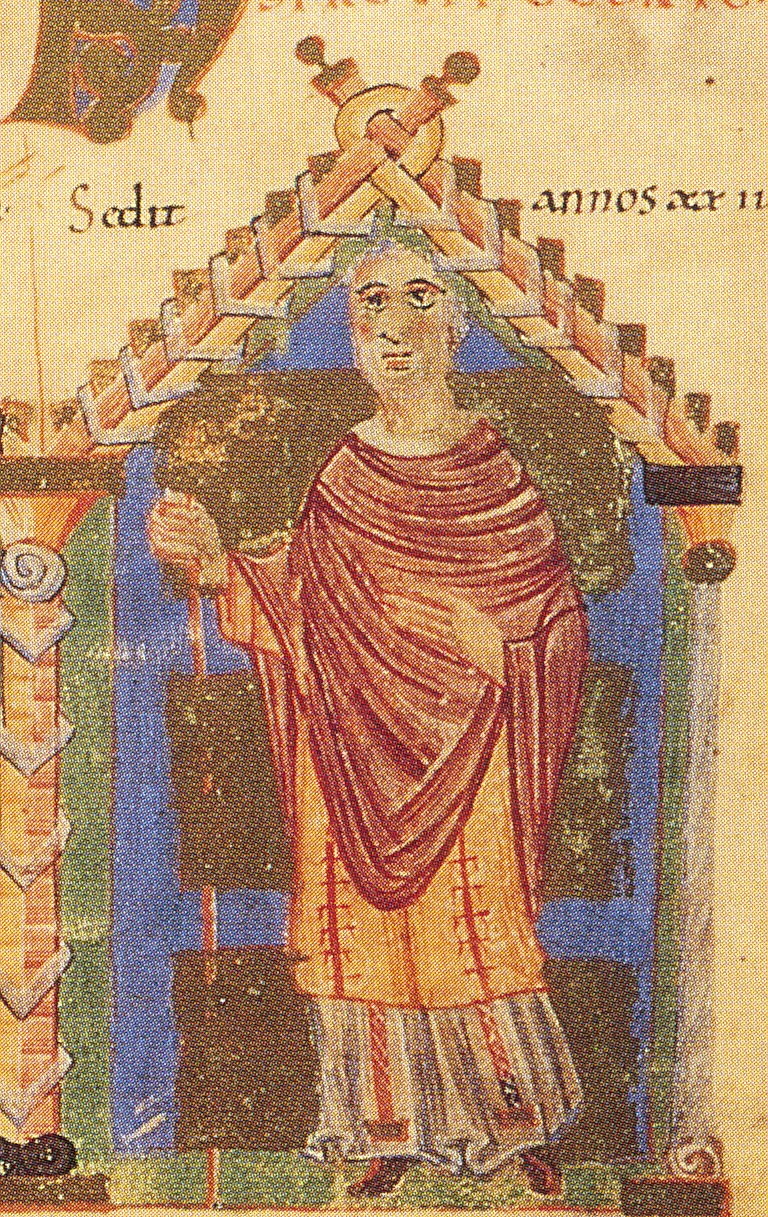
Хериберт

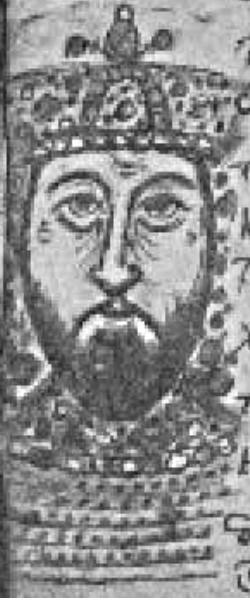
Михаил V Калафат

В этой статье представлен список известных людей, умерших в 1042 году.
См. также: Категория:Умершие в 1042 году

## Январь
- Ануштегин ад-Дузбири[нем.] — наместник Фатимидов в Сирии и Палестине (1023—1042)

## Июнь
- 8 июня — Хардекнуд — король Дании с 1035 года, король Англии с 1040 года.

## Июль
- 22 июля — Герман I[нем.] — епископ Мюнстера (1032—1042)
- 24 июля — Хериберт[нем.] — епископ Айхштета (1022—1042)

## Август
- 24 августа — Михаил V Калафат — византийский император (1041—1042)

## Сентябрь
- 28 сентября — Поппо Аквилейский — патриарх Аквилейский (с 1022).

## Октябрь
- 17 октября — Геземан фон Ротенбург[нем.] —	епископ Айхштета (1042)

## Дата неизвестна или требует уточнения
- Аббад I — первый эмир Севильи с 1023 года.
- Бониперт[англ.] — первый епископ Печа (1009—1036)
- Гульельмо III — маркграф Монферрата с 991 года.
- Деметре Анакопийский — грузинский царевич из династии Багратионов и претендент на грузинский престол.
- Илия Кёльнский — игумен Кёльнский, христианский святой.
- Иоанн V — герцог Неаполя (1034/1036—1042)
- Нитард — князь-епископ Льежа (1037—1042)
- Ратибор — князь бодричей
- Ситрик IV Шелковая Борода — король Дублина (989—1036)
- Флабьянико, Доменико — венецианский дож с 1032 года.
- Фридрих I Гозекский — пфальцграф Саксонии (1038—1042)